# Euderomphale secunda
Euderomphale secunda är en stekelart som först beskrevs av Mani 1939.  Euderomphale secunda ingår i släktet Euderomphale och familjen finglanssteklar. Inga underarter finns listade i Catalogue of Life.